# Тернопил
Тернопил (на украински: Тернопіль, на руски: Тернополь, на полски: Tarnopol) е град в Западна Украйна, административен, икономически и културен център на Тернопилска област. Градът е сред центровете на историческата област Галиция.
За покровител на града се смята свещената Текла. Преди Втората световна война олтарът с неговото изображение е бил в Доминиканската църква – по-късно наречена „Катедрала на Непорочното зачатие на Пресвета Богородица“.
Разположен е на река Серет. Той е важен автомобилен и железопътен възел в Украйна. Има население от 225 286 жители (2021).

## Население
По време на националното преброяване през 2001 г. в Тернопил живеят 227 800 души.
За 94,8 % от населението на Тернопил украинският език е роден, за 3,37 % - руският, за 0,07 % - беларуският и за 0,04 % - полският.

## Икономика на града
Икономиката на града се основава на промишлеността и е разнообразна и многоотраслова. Основен дял заемат хранително-вкусовата промишленост, производството на изделия от каучук и пластмаса, машиностроенето, леката промишленост, производството на електрическо и електронно оборудване, печатарството. Производственият потенциал на общината включва повече от 120 промишлени предприятия. През 2016 г. повечето от предприятията работиха стабилно и увеличиха обема на производството си.

## История
Историята на Тернопил започва на 15 април 1540 г., когато кралската канцелария в Краков дава привилегия за местоположение (Locacio oppidi Tarnopolie) на великия престолонаследник на полското кралство граф Ян (Йоан) Тарновски да основе опидум (град-крепост) Тарнопол на безлюдно място, наречено Сопилче. Името Тарнопол се споменава за първи път в документ от 1575 г. Основната част от жителите на града се състои от украинци. Втората по големина група са поляците. Заедно с основаването на града там е построен и замък.
Населението на Тернопил от самото му основаване е предимно интернационално. Заедно с украинците и поляците тук от 1550 г. живеят и евреи, на които е разрешено да живеят тук по заповед на великия пратеник на короната граф Ян Тарновски, който им предоставя и определени права и задължения.
Градът често е нападан от татарите. Татарите безуспешно се опитват да превземат укрепленията на Тарнопол през 1549, 1575 и 1589 г.
По време на въстанието на Хмелницки през 1648-1654 г. много от жителите му се присъединяват към войските на Хмелницки, особено по време на обсадата на Збараж през 1649 г., на 20 км от града.
Няколко дни след сключването на Зборовския мирен договор от 1649 г. армията на короната потегля през Тарнопол в посока Лвов. През май 1651 г., в навечерието на битката при Берестечка, Богдан Хмелницки се разположил на лагер край града, като дълго време групирал силите си между Тарнопол и Збараж. Преследвайки армията на престолонаследника М. Калиновски, казаци и татари минават през Тарнопол. Градът е опожарен. Много граждани бягат към река Днепър или към казашките градове. Поляците и евреите са убити от татарите или взети в плен. Що се отнася до украинците, хетманът се споразумя с хана да ги води свободно чак до Лвов.
Следващият епизод с армията на Хмелницки в Тарнопол се отнася към 1653 г. За да установи настроенията в армията, Хмелницки свиква черен съвет край Тарнопол. Въпреки позицията на Хмелницки, който се съгласява да приеме протектората на султана, дворянството е против, в полза на възстановяването на подчинението на царя. През ноември 1654 г., след като Запорожката армия вече е приела подчинението на руския цар, по време на войната на казашко-руската армия с Жечпосполита, дворянските отряди начело с хетмана Потоцки и Ляскоронски, събрали силите си в Тарнопол, потеглят към Каменец. Оттук те започнаха настъпление към Подолието, към Бар. А през септември 1655 г. вече казашки полкове, обединени с руските войски, настъпващи към Лвов, наред с други селища превземат и Тарнопол.
За последен път в Тарнопол армията на Б.Хмелницки се появява през 1657 г. След Хмелницки, през 1660-1670 г. в Подолието и Галиция се води борба за създаване на независима Украинска казашка държава под ръководството на хетмана Петър Дорошенко. Негови съюзници са Османската империя и нейният васал - Кримското ханство. Тези съюзници опустошават селищата в Подолието. Тарнопол не прави изключение.
През 1772 г. Тарнопол става част от Австрийската империя след първото разделяне на Полско-литовската държава, а от 1783 г. става център на Австрийската околия.

### 20 век
Църквата на Дева Мария от Неуморна помощ в неоготически стил е построена през 1903-1908 г. Автор на проекта на църквата е галисийският архитект, главен представител на галисийската неоготика Теодор Мариан Талевски (1857-1910). Църквата в Тернопил е разрушена през 1954 г. Върху неговите основи по-късно е построен централен универсален магазин, който е открит през октомври 1959 г.
След разпадането на Австрийската монархия в края на Първата световна война през ноември 1918 г. градът за кратко става част от Западноукраинската народна република. По време на Полско-украинската война през юли 1919 г. Полша окупира и последните части на Западноукраинската народна република. През ноември 1919 г. градът става изцяло част от Полша. През септември 1921 г. е създадено Тарнополското воеводство, включващо 17 окръга.

#### Втората световна война
На 17 септември 1939 г. съветски военни части, в изпълнение на договореностите на пакта Молотов-Рибентроп, преминават река Збруч и навлизат в западните украински земи. Вечерта на същия ден частите на 10-а танкова бригада и кавалерийската дивизия навлизат в град Тарнопол. Започва процесът на интегриране на западноукраинските земи в Украинската съветска социалистическа република и Съветския съюз. Върху получените земи възникват Лвовска, Станиславска (по-късно Ивано-Франкивска) и Тарнополска област. 
През декември 1939 г. - януари 1940 г. в Тарнополската област е въведено ново административно-териториално деление.
След идването на съветската власт животът в Западна Украйна претърпява значителни промени. Започват процесите на съветско строителство и национализация на земята, предприятията и работилниците, както и на собствеността на „едрите земевладелци и буржоазията”. До края на 1939 г. 32 промишлени предприятия, банки, 100 големи къщи и хотели в Тарнопол са предадени на държавата. В края на 1940 г. в града има 36 промишлени предприятия, а 1516 занаятчии са организирани в промишлени артели.
След отбранителни сражения на 2 юли 1941 г. частите на Червената армия напускат Тарнопол. Той е окупиран от германските войски. Но на следващия ден войниците от 10-та танкова дивизия на генерал-майор С. Я. Огурцов, която е част от 15-ти мехокорпуса на Червената армия на генерал-майор Г. И. Карпезо, изтласкват нацистите от града. На следващия ден обаче те напускат Тарнопол. В града е разположен щабът на XIV моторизиран корпус на Вермахта и 5-та дивизия „Викинг”.
През 1942-1943 г. полската Армия Крайова активно се противопоставя на нацисткото управление и провежда операции за присъединяване на Тарнопол към бъдещата полска държава. От друга страна, украинците, политически представени от Организацията на украинските националисти (ОУН), се борят за собствена независима държава. През 1942-1949 г. в Тарнополска област действа Украинската въстаническа армия (УПА), която се бори за независимостта на Украйна (срещу нацистите, полската Армия Крайова и Полската народна армия, както и срещу Съветския съюз), след като на 30 юни 1941 г. в Лвов е провъзгласен Законът за възстановяване на украинската държава.
През март 1944 г. започва освобождаването на Тарнополската област от частите на 1-ви Украински фронт на Червената армия. На 8 март започват боевете за Тарнопол. Те са толкова ожесточени, че по-късно са наречени „малият Сталинград”. 
На 9 август 1944 г. със специален указ Президиумът на Върховния съвет на СССР преименува град Тарнопол на град Тернопил. По този начин древното историческо име е заменено с краткотрайно, «правилната» транскрипция на името на града се определя от решенията на властите. След преименуването на Тернопил произходът на името на града се извежда от „трънливо поле” (на украински: терен полe).

#### След Втората световна война
След Потсдамската конференция през 1945 г. границите на Полша са прекроени и Тернопил е включен в състава на Украинската съветска социалистическа република. До края на 1946 г. поляците се преселват в Нова Полша. След разпадането на Съветския съюз Тернопил става част от независима Украйна и до днес е център на Тернопилска област.
До 18 юли 2020 г. Тернопил се счита за град с регионално значение и не е част от район Тернопил, въпреки че е неин център. В рамките на административната реформа в Украйна броят на районите в Тернопилска област е намален на три и градът е присъединен към Тернопилска област.

## Образование
Към 2018 г. в Тернопил се намират 10 висши училища
- Тернопил национален педагогически университет „В. Гнатюк“ (ТНПУ)
- Западноукраински национален университет (ЗУНУ)
- Тернопил национален технически университет „И. Пулю“ (ТНТУ)
- Тернопил институт социални и информационни технологии (ТИСИТ)
- Тернопил институт Междурегионална академия за управление на персонала (ТИ МАУП)
- Тернопил държавен медицинският университет „И. Я. Горбачовски“ (ТДМУ)
- Тернопил експериментален институт за педагогическо образование (ТЕИПО)
- Европейски Университет Тернопил филиал
- Тернопил институт икономиката и предприемачеството (ТИИП)
- Тернопил търговски институт (ТКІ)

## Побратимени градове
- Йонкърс, САЩ
- Сливен, България